# Lesbia (genre)
Genre
Lesbia est un genre d'oiseaux-mouches (la famille des trochilidés) de la sous-famille des Lesbiinae et de la tribu des Lesbiini.

## Liste des espèces
D'après la classification de référence (version 2.5, 2010) du Congrès ornithologique international, ce genre est constitué des espèces suivantes (par ordre phylogénique) :
- Lesbia victoriae – Porte-traîne lesbie
- Lesbia nuna – Porte-traîne nouna